# Fábulas de robots
Fábulas de robots (Bajki robotów) es una colección de cuentos de ciencia ficción del escritor polaco Stanisław Lem publicada en 1964. 
En esta colección, se presenta un universo que puede ser pasado, presente o futuro, y en él habitan robots que en su día fueron creados por los humanos. Los humanos son tenidos por los robots como seres legendarios a los que aborrecen y temen, pero existen. 
En las historias que componen la colección, Lem emplea en tono paródico muchas convenciones de los cuentos de hadas, lo que marca un tono que facilita el cuestionamiento de otras convenciones, literarias y extraliterarias.
El universo pergeñado en estos cuentos será aprovechado después por Lem en otra colección suya: Ciberíada (Cyberiada, 1965). En Fábulas de robots ya aparecen los personajes de los robots constructores Trurl y Clapaucio en tres cuentos que son los últimos en las ediciones españolas de Bruguera. En el ámbito internacional, esos tres cuentos aparecen como parte de la colección Fábulas de robots en unas ediciones y como parte de Ciberíada en otras.
Los cuentos de Fábulas de robots, según el orden establecido por la editorial Bruguera, componen esta serie:
- Los Tres Electro Guerreros (Trzej elektrycerze).
- Las Orejas de Uranio (Uranowe uszy).
- De cómo Erg Autoexcitador Venció a Paliducho (Jak Erg Samowzbudnik Bladawca pokonal).
- Los Dos Monstruos (Dwa potwory).
- La Muerte Blanca (Biala smierc).
- De cómo Micromil y Cigaciano Provocaron la Fuga de las Nebulosas (Jak Mikromil i Gigacyan ucieczke mglawic wszczeli).
- Leyenda de la Calculadora que Luchó contra el Dragón (Bajka o maszynie cyfrowej, co ze smokiem walczyla).
- Los Consejeros del rey Hidropsio (Doradcy króla Hydropsa).
- El Amigo de Automateo (Przyjaciel Automateusza).
- El Rey Globaldo y los Sabios (Król Globares i medrcy).
- Leyenda del Rey Murdano (Bajka o królu Murdasie).
- El Príncipe Ferriciano y la Princesa Cristalia (O królewiczu Ferrycym i królewnie Krystali).
- Cómo se Salvó el Mundo (Jak ocalal swiat).
- La Máquina de Trurl (Maszyna Trurla).
- La Gran Paliza (Wielkie lanie).

En las ediciones polacas y en otras, se incluye el cuento Los tesoros del rey Biskalar (Skarby króla Biskalara).

## Los tres electroguerreros
Un constructor decide crear una raza de seres racionales a partir del agua, pero entiende que no han de tener cuerpos blandos y húmedos, sino cristalinos. Con esa idea, se dirige a un planeta muy alejado de su estrella y, por tanto, helado. Una vez allí, da forma a las criaturas esculpiendo el hielo, y después se marcha dejándolos a su suerte. A partir de entonces, habrá de disponer de su mundo la raza de los criónidas. 
Al ser de esa naturaleza, estas criaturas no soportan el más leve aumento de calor, de manera que encierran las auroras polares con unos envoltorios transparentes y las emplean para alumbrar sus ciudades de hielo. Los criónidas fabrican joyas con los gases congelados, y estas joyas refulgen con la luz de las innumerables auroras polares que han ido atrapando sus forjadores. Así, el planeta se ve desde muy lejos, y son muchos quienes codician las riquezas de ese mundo multicolor y resplandeciente.
Un día, un audaz guerrero llega a Crionia con el propósito de apoderarse de sus riquezas, pero el suelo se derrite bajo sus pies y acaba él sumergido en el océano, y allí yace aún en una tumba de hielo.
Otro guerrero, no menos audaz que el primero y conociendo la suerte de éste, llega hasta Crionia y se llena de helio líquido, que formará escarcha en la superficie de su armadura y lo protegerá evitando que se derrita cualquier objeto del entorno por la transferencia de calor. Para evitar además que el suelo se hunda bajo sus pies, se desplaza volando, pero he aquí que el rozamiento con la atmósfera hace que se le inflame la armadura, y así, el helio se caliente, se evapore y se difunda en el aire. Inmediatamente, el guerrero cae en picado y se estrella. La caída y la colisión lo han recalentado más aún, así que hielo que toca se convierte en nieve y empieza a derretirse. Decide esperar hasta enfriarse; así lo hace y, cuando advierte que ya no se deshacen los copos de nieve que tocan su armadura, intenta levantarse, pero no puede: la grasa de las articulaciones se ha endurecido, y allí, con una suerte similar a la del primero, quedará el segundo pretendiente de las joyas sepultado en una montaña de hielo.     
Un tercer electroguerrero, sabedor de la suerte de los otros dos, llega a Crionia sin mucho temor a hundirse en el océano helado, pues puede permanecer tan frío como quiera, y sin temor a que se le endurezca una grasa que no necesita y que, por tanto, no lleva. Sólo ha de evitar pensar en exceso para que no se le caliente el cerebro, que es de cuarzo, así que la dificultad con que se enfrenta consiste en saber cuándo ha de hacer una reflexión y cuándo no; y, para averiguarlo a tiempo, ocurre lo mismo.

## Las orejas de uranio
Un rey déspota mantiene a sus súbditos sometidos mediante la obligación de presentarse periódicamente y de uno en uno para que se revise el refuerzo de uranio de sus hechuras, que se les pone para que no puedan conspirar contra él: teniéndolos cubiertos de uranio, si se acercan entre sí dos individuos se alcanzará la masa crítica y se producirá una explosión.

## De cómo Erg Autoexcitador venció a Paliducho
En el mundo de los robots, los seres de carne y hueso son como bestias fabulosas, pero en realidad existen. El rey Boludar, que posee un ejemplar disecado, manda llamar al sabio Halazonio y le pide que le consiga un paliducho vivo. Halazonio parte en busca de la repugnante criatura húmeda y viscosa, y, en su ausencia, otros dos sabios, éstos de la corte, advierten al rey de lo peligrosos que son los paliduchos: respiran un veneno terrible llamado oxígeno que puede corroer todo lo que toca, están hechos en buena parte de agua, y su presencia en la corte no habrá de traer más que desgracias.
Pasado un tiempo, una astronave trae a Halazonio, y con él, al paliducho encerrado en una jaula. En el jardín del palacio, en el que crecen maravillosos cristales, se instala la jaula en la que está encerrado el paliducho, que se pasa el día rascándose y metiendo en un barril lleno de agua mezclada con aceite recalentado una palita que luego se lleva a una ranura que tiene en la cara. Agua y aceite recalentado son cosas que arruinarían las entrañas de cualquiera, y más si van unidas. Los súbditos del rey, sabiendo de qué criatura se trata, comienzan a molestarla; entonces, el paliducho los salpica con el agua del barril, y a continuación ellos intentan lapidarlo, pero son dispersados por los guardias. Así, el paliducho estará solo la mayor parte del tiempo en su jaula del jardín.
Habiéndose enterado de todo eso, la princesa Electrina, llevada por su curiosidad, sale al jardín y comienza a hablar con el paliducho. La visita se convierte en una costumbre, y pronto aprende la bestia enjaulada a expresarse en el idioma de la princesa. Ésta, un día, le pregunta qué son esas cosas blancas que tiene en la cara, y él le contesta que son los dientes. Sin saber qué son ni para qué sirven, Electrina le pide que le dé uno, y el paliducho le pregunta qué le dará a cambio ella. Electrina le promete que le dejará su llave, pero solo un instante: se trata de la llave con la que la princesa da cuerda a su entendimiento cada noche. El paliducho le pide que se la deje, así lo hace ella y entonces él agarra la llave y se precipita al fondo de la jaula. De nada le valen las súplicas a la princesa, que acaba por irse llorando a todo correr para meterse en su habitación, con mucho miedo de contar lo que le ha pasado.
Al día siguiente, la princesa no despierta. Viendo que no guarda en su pecho la llave, se ponen a buscarla por todas partes. Al segundo día, le dicen al rey que Paliducho desea hablar con él. El monarca se acerca hasta la jaula y comienza a hablar con el cautivo, que le dice que sabe dónde se encuentra la llave, pero no lo dirá hasta que se encuentre a salvo en una astronave bien aprovisionada y a punto de despegue. El rey manda que se 
cumpla el deseo del prisionero, y éste, cuando ya está a punto de partir, muestra la llave, que no está dispuesto a entregar, y escapa con ella. Más tarde, intentan alcanzarlo, pero no lo consiguen. Para poder revivir a la princesa, todos los cerrajeros de palacio y todos los conocedores de los secretos del metal intentan hacer una llave de oro como la robada, pero también fracasan. 
Entonces, el rey manda publicar un bando explicando el caso y convocando a cuantos héroes quieran partir en busca de Paliducho para recuperar la llave. El premio para quien la recobre, naturalmente, será la mano de la princesa Electrina.
A partir de aquí, la narración continúa evocando y parodiando temas y elementos clásicos narrativos:
- Uno de los recursos parodiados es la reunión de aventureros y héroes dispuestos a emprender una peligrosa misión con recompensa a su altura, como ocurre en la tradición de los cuentos de hadas, en el ciclo artúrico y, especialmente, en el llamado "Catálogo de naves", que constituye buena parte del segundo canto de la Ilíada.[2]

- Otro tema propio de los cuentos de hadas y de otras narraciones, empleado también por Lem en la historia de los tres electroguerreros, es la sucesión de personajes individuales o de grupos que emprenderán una misión por turnos, y fracasarán en su empeño todos ellos menos el último, avisado en muchas ocasiones de las andanzas de los anteriores: el tema arquetípico de los tres hermanos.

- Otro más es la vuelta de alguno de los derrotados, cuyo deterioro y sus causas, aun pudiendo ser achacados a su debilidad y serle reprochados, mueven a compasión, pues son muestra del sufrimiento de los héroes caídos y sirven además como contraste de la victoria final del último paladín.

- Este último paladín, Erg Autoexcitador, como es costumbre, referirá su viaje de ida, repleto de maravillas y de hazañas, la consecución prodigiosa de la llave de oro que es objeto de la aventura y que devolverá la vida a la princesa, y también las hazañas y las maravillas del viaje de vuelta.

## Los dos monstruos
Sobre el reino de un planeta se cierne una maldición que no conocerán sus habitantes hasta el final de su historia. 
En este cuento sí se plantea que las máquinas fueron hechas por los animales, las máquinas huyeron de sus creadores y éstos las persiguen y las aniquilan allí donde las encuentran.  

## La muerte blanca
El rey Metamérico constituye la corteza de su planeta y lo protege de esa manera. Los súbditos viven dentro, y sólo algunas expediciones se llevan a cabo a la superficie. Para una protección aún mayor, fabrican asteroides y los lanzan al exterior, de manera que una nube de ellos forma un anillo de escombros errantes casi impenetrable en torno a su mundo. Un día, en una de las pocas salidas, encuentran una nave estrellada que se apresuran a llevar a las profundidades. Una vez instalada en la sala de investigación la nave, se procede a la exploración de su interior, que no parece habitado.

## De cómo Micromil y Gigaciano provocaron la fuga de las nebulosas
Los constructores Micromil y Gigaciano deciden preguntar a la propia materia qué hacer con ella, y para ello se proponen fabricar su mente. Micromil opina que, dado que todo es energía, habrá de emplearse un mínimo de materia. Gigaciano sostiene que, muy al contrario, será la acumulación de toda la masa del universo lo que dé resultado, ya que todo es masa. Cada uno se pone a trabajar en su proyecto... y después pondrán sus ingenios a competir entre ellos.

## Leyenda de la calculadora que luchó contra el dragón
El rey Poliandro está muy triste porque, a pesar de tener su planeta lleno de armamento, no tiene contra qué luchar, así que manda la construcción de tropas enemigas. Las batallas arrasan los campos, y el desagradecido pueblo se queja de algo que se hace por su propio bien, para su liberación. 
El rey, aburrido ya de batallar en su propio reino, arde en deseos de conquistar el universo, y decide empezar por la luna de su planeta, que está deshabitada, así que manda formar allí un poderoso ejército, y para ello sube los impuestos. Esta vez los súbditos no se quejan, pues si las tropas reales se ocupan de esas batallas, dejarán tranquilos los campos y las villas del planeta.

## Los consejeros del rey Hidropsio
En una civilización acuática, el rey reúne a sus consejeros para que le fabriquen un heredero. Siguiendo la tradición, habrán de permanecer encerrados en grupo hasta que hayan cumplido su tarea. Pero cada uno tiene sus propios planes, opuestos a los del rey y a los de sus colegas, y entran en juego, además de la ambición de cada cual y de las rivalidades entre ellos, los intereses de uno con el reino enemigo.

## El amigo de Automateo
Un robot emprende un viaje llevando otro muy pequeñito y muy sabio metido en la oreja para que lo reconforte y le aconseje.

## El rey Globaldo y los sabios
Este ciclo de historias enmarcadas, procedimiento característico de colecciones de cuentos como Las mil y una noches y que también empleará Lem en Ciberíada y en Diarios de las estrellas, comienza, como también es clásico, con un rey demandando a sus cortesanos, en este caso a tres de sus más grandes sabios, historias que no le cuenten algo que ya sepa, o que bien lo conmuevan o le hagan reflexionar, reír o llorar. Quien fracase en el intento será ejecutado. Como es de esperar, será el tercero quien se salve, pero lo hará a pesar de que está dispuesto a morir con tal de contarle al rey la verdad sobre el mundo y sobre la estirpe real.

## Leyenda del rey Murdano
Espantado por una profecía como las de la antigüedad, un rey medroso ya de antemano va haciendo que agranden su cuerpo hasta que acaba llegando a todos los rincones de su dominio.

## El príncipe Ferriciano y la princesa Cristalia
Casarse con un paliducho es el capricho de la princesa Cristalia, y la fama de su hermosura atrae a muchos pretendientes disfrazados, pero ella los desenmascara y son ejecutados. El príncipe Ferriciano está empeñado en desposarla, así que recurre a un sabio de su reino para que lo disfrace y lo instruya en las costumbres de los paliduchos. El sabio decide además acompañarlo en el viaje para darle sus consejos.
En este cuento se abunda en el absurdo del antropocentrismo mediante la visión equivalente en el universo imaginado por Lem, donde esa visión es la norma.

## Cómo se salvó el mundo
El constructor Trurl fabrica una máquina capaz de hacer todo aquello cuyo nombre empiece con la letra ene. Llama entonces a su amigo Clapaucio para presentarle la máquina. Clapaucio le pide a la máquina que haga la nada, y ésta empieza a hacer desaparecer el universo empezando por las cosas cuyo nombre empieza con la letra ene, pues está más familiarizada con esos nombres.

## La máquina de Trurl
Este cuento es una historia alegórica acerca del conocimiento y la superstición.
Trurl construye una máquina y le sale mal: el artefacto se empeña en que dos más dos son siete, y su creencia traerá grandes problemas a Trurl, a su amigo Clapaucio, a todo el pueblo... y a la propia máquina.

## La gran paliza
Clapaucio recibe la visita de una máquina de cumplir los deseos mandada por su amigo Trurl. Clapaucio, que está ocupado en una de sus construcciones, le va pidiendo a la máquina tornillos y cosas parecidas. Cuando acaba su tarea, se pone a cenar mientras la máquina espera pacientemente. Acabada la cena, Clapaucio le pide a la máquina que le fabrique al propio Trurl.   